# Modest Petrovič Musorgski
Modest Petrovič Musorgski (ruski: Моде́ст Петро́вич Му́соргский, Karev, 21. ožujka 1839. – Sankt Peterburg, 28. ožujka 1881.) bio je ruski skladatelj.
Po zvanju je bio časnik, ali je napustio vojnu službu da bi se priključio skupini nacionalno orijentiranih skladatelja "Petorica", no svojim je umjetničkim stajalištem i originalnošću glazbenog izraza, koji zasniva na obilježjima izvornog ruskog folklora, ostao neovisan. U solo pjesmama prikazuje likove iz naroda i dočarava svijet dječjih doživljaja. U monumentalnoj povijesnoj operi Boris Godunov za nositelja radnje stavlja narod. Jedno od njegovih najpoznatijih djela je suita za klavir Slike s izložbe, koja je doživjela mnoge prerade od kojih je najpoznatija ona Mauricea Ravela za orkestar. U svoje vrijeme bio je neshvaćen i nepriznat, ali je svojim originalnim glazbenim jezikom otišao daleko ispred suvremenika i utjecao na impresioniste i skladatelje slavenskih zemalja.

## Djela
- opere:
  - Hovanščina (1872. – 1880.)
  - Soročinski sajam (1874. – 1880.), nezavršena, koju kasnije preuređuje i završava Nikolaj Rimski-Korsakov, (1886.)
  - Boris Godunov (1869.), koju kasnije preuređuje Nikolaj Rimski-Korsakov
- klavirski ciklus: Slike s izložbe (1874.)
- simfonijska pjesma: Noć na golom brijegu (1867.)
- ciklusi pjesama:
  - Dječja soba (1868. – 1872.)
  - Bez sunca (1874.)
  - Pjesme i plesovi smrti (1875. – 1877.)

## Zanimljivosti
- Po ciklusu pjesama Bez sunca francuski filmski redatelj Chris Marker naslovljava svoj eksperimentalni dokumentarni film Sans Soleil iz 1983. čije repeticije i korištenje glazbenog i vizualnog kontrapunkta uvelike podsjećaju na glazbu Musorgskog. U filmu se, u jednom trenutku, kao glazbena pozadina koristi posljednja pjesma iz spomenutog ciklusa: Iznad rijeke.[1][2]